# Pragmazio di Autun
Pragmazio (... – Autun, VI secolo) è stato vescovo di Autun nella prima metà del VI secolo, venerato come santo dalla Chiesa cattolica.
Secondo i cataloghi episcopali di Autun, l'episcopato di Pragmazio si pone tra quelli di Flaviano, che fu vescovo all'epoca di Clodoveo I (481-511), e di Agrippino, documentato per la prima volta nel 533. Pragmazio è storicamente attestato in una sola occasione, per la sua partecipazione al concilio di Epaon del 517.
Alcuni autori, data la rarità del nome, identificano Pragmazio di Autun con l'omonimo vescovo, sempre indicato senza la sua sede di appartenenza, che fu in corrispondenza con Sidonio Apollinare, vescovo dell'Alvernia, morto prima del 491.
Menzionato il 22 novembre nella versione gallicana del martirologio geronimiano, la sua commemorazione passò nel Martirologio Romano redatto dal Baronio. L'odierno martirologio, riformato a norma dei decreti del concilio Vaticano II, ricorda il santo vescovo con queste parole: